# Castello di Seeberg
Seeberg (talvolta chiamato Ostroh) è un castello situato ad Ostroh, frazione di Poustka, comune ceco del distretto di Cheb, nella regione di Karlovy Vary.

## Storia
Si presume che Seeberg sia stato costruito nei primi anni del XIII secolo, nonostante la prima menzione scritta datata risalga al 1322, quando ne divenne proprietario parziale Giovanni di Lussemburgo. Il castello di Seeberg appartenne alla città di Cheb dalla sua costruzione fino al 1434, quando fu donato dall'imperatore Sigismondo di Lussemburgo al cancelliere Kašpar Silk. Tuttavia Slik non possedeva abbastanza denaro per mantenere il castello, così lo abbandonò. Nel 1703 la città di Cheb divenne nuovamente la proprietaria di Seeberg e mantenne tale proprietà fino ad oggi. Nel corso del tempo, il castello fu probabilmente più volte abbandonato a causa della mancanza di denaro ed è stato riparato in più occasioni. La ristrutturazione degli anni 1905-1915 salvò il castello dalla distruzione totale, ma con la seconda guerra mondiale rimase di nuovo senza alcun aiuto. Nel 1990, Seeberg è stato aperto al pubblico.

## Descrizione
Il suo stato attuale è molto buono, ed è un'attrazione turistica specialmente per i turisti cechi e tedeschi. Nel 2007 è stato aperto il sentiero attorno al castello Seeberg. Esso comprende i luoghi adiacenti al castello quali, per esempio, un mulino, una cappella ed un laghetto con delle anatre.
All'interno vi è una mostra di vetri e porcellane, molti abiti tradizionali, diversi strumenti del tempo ed un modello di una muratura edilizia tipo.

## Galleria d'immagini

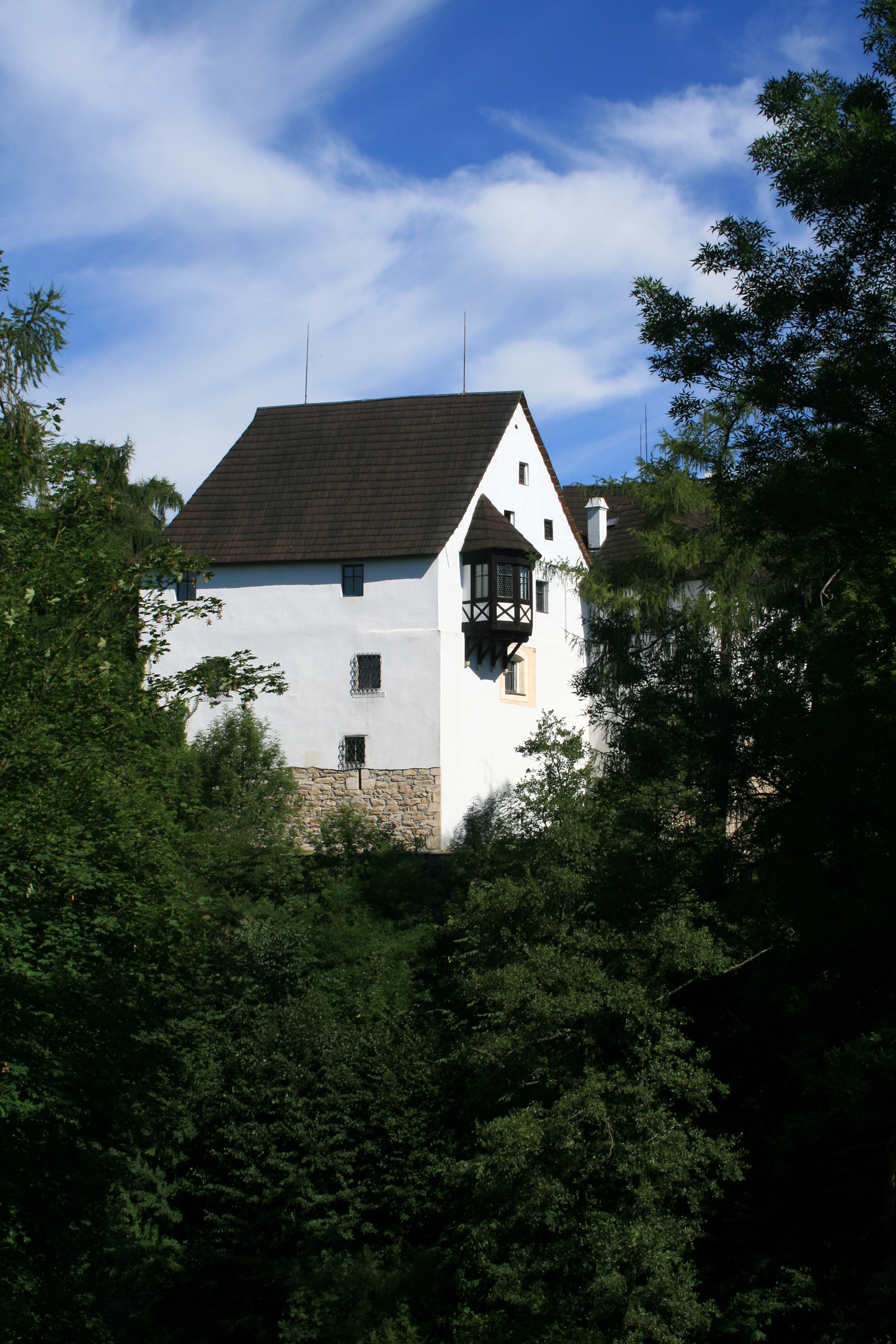
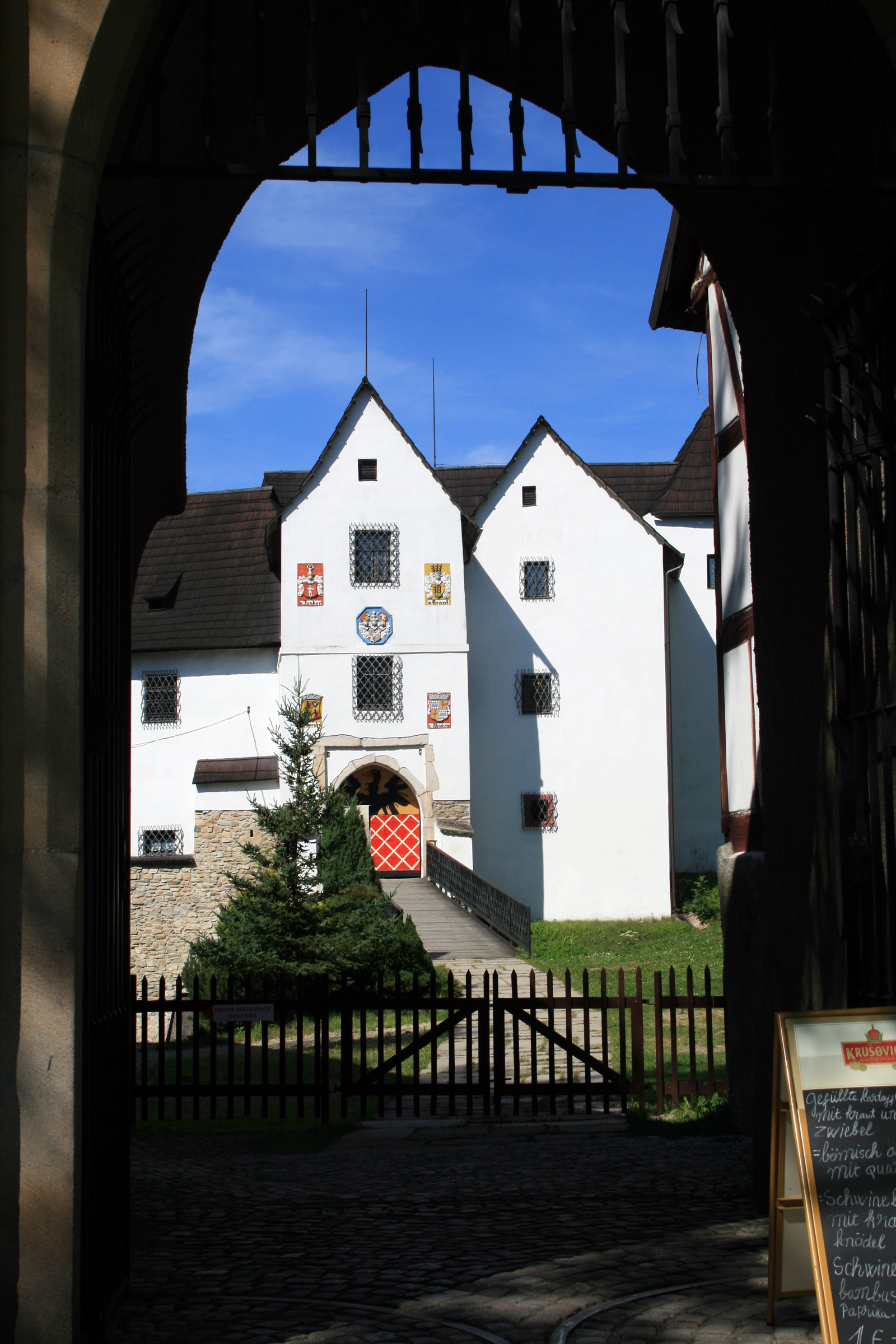
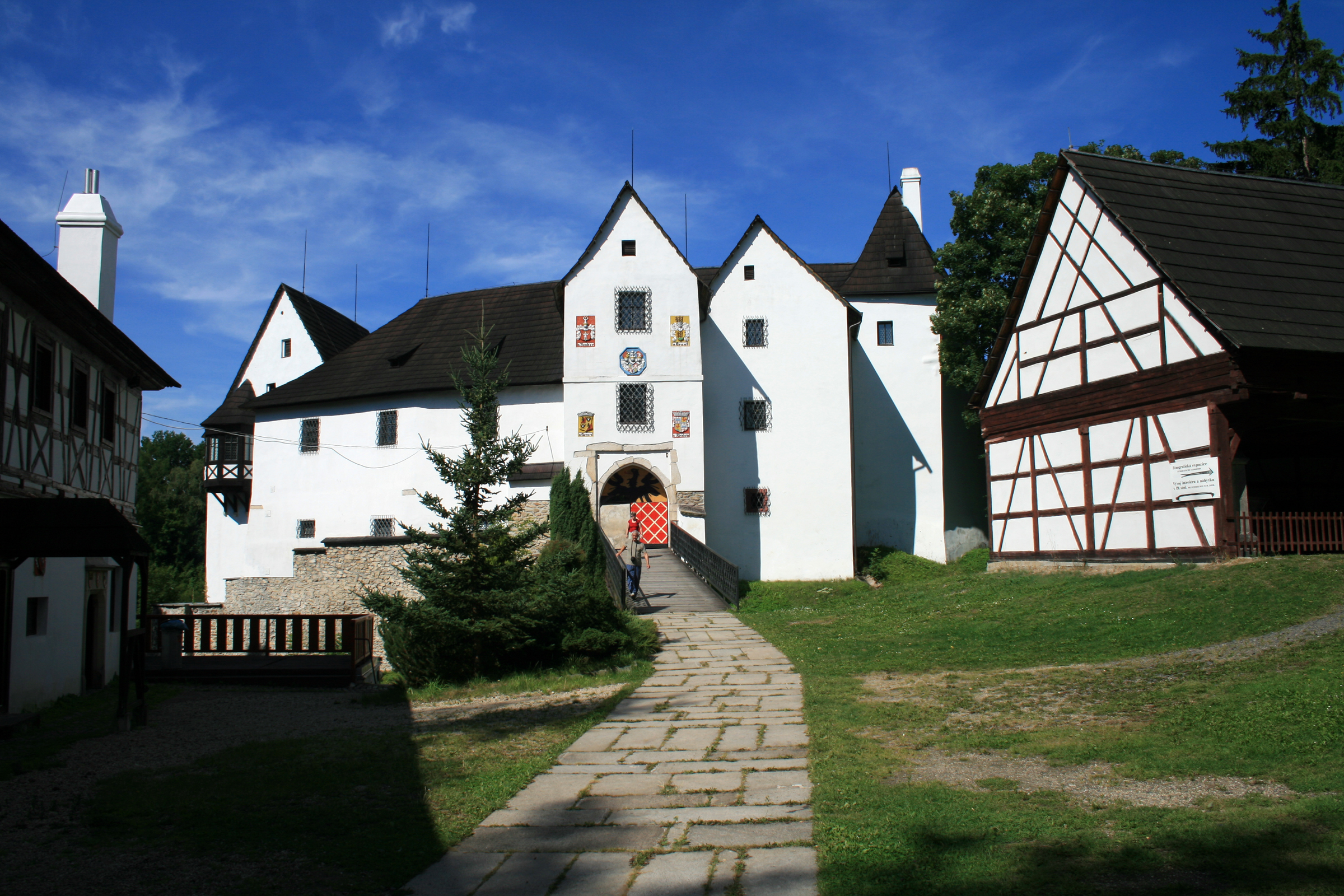
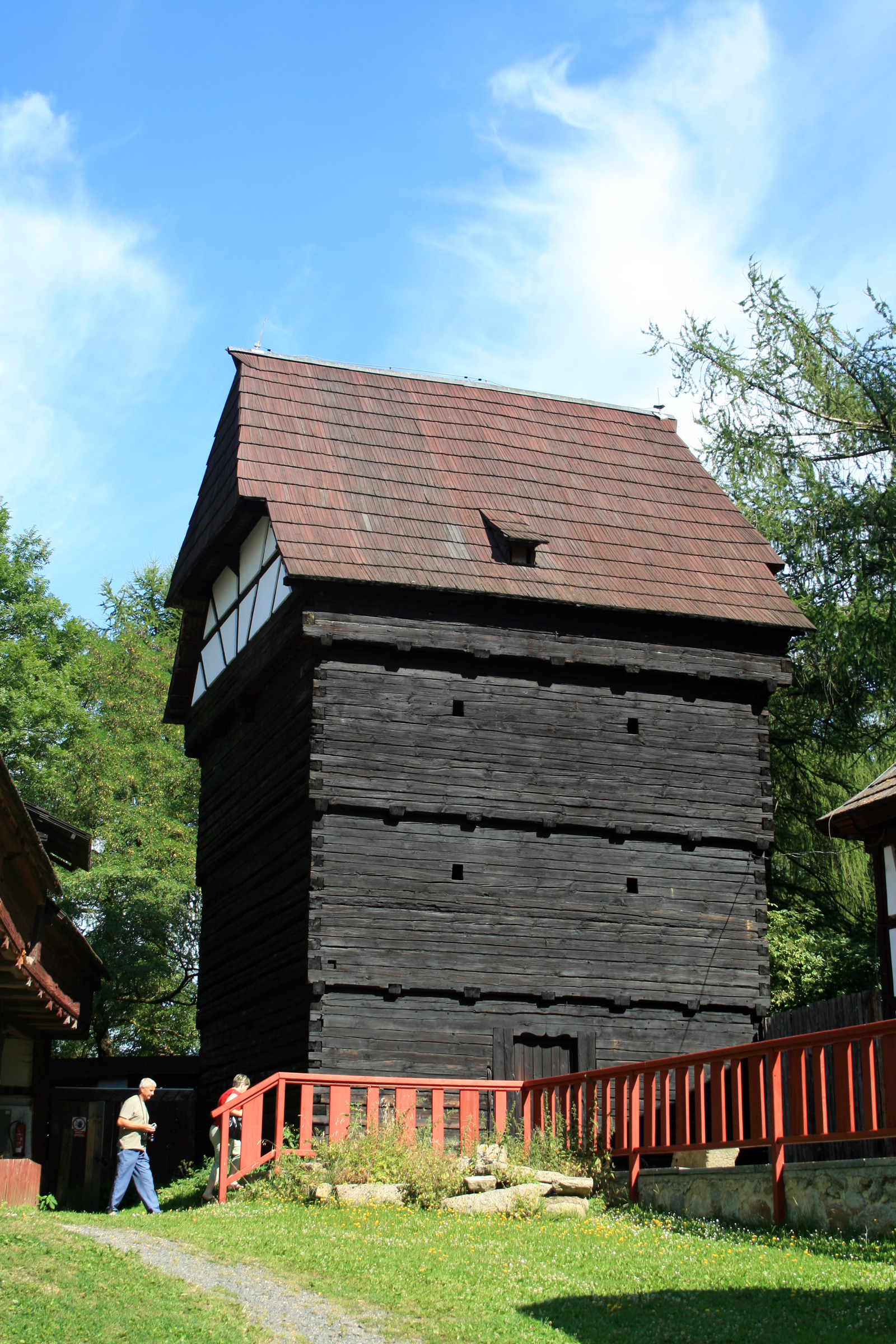
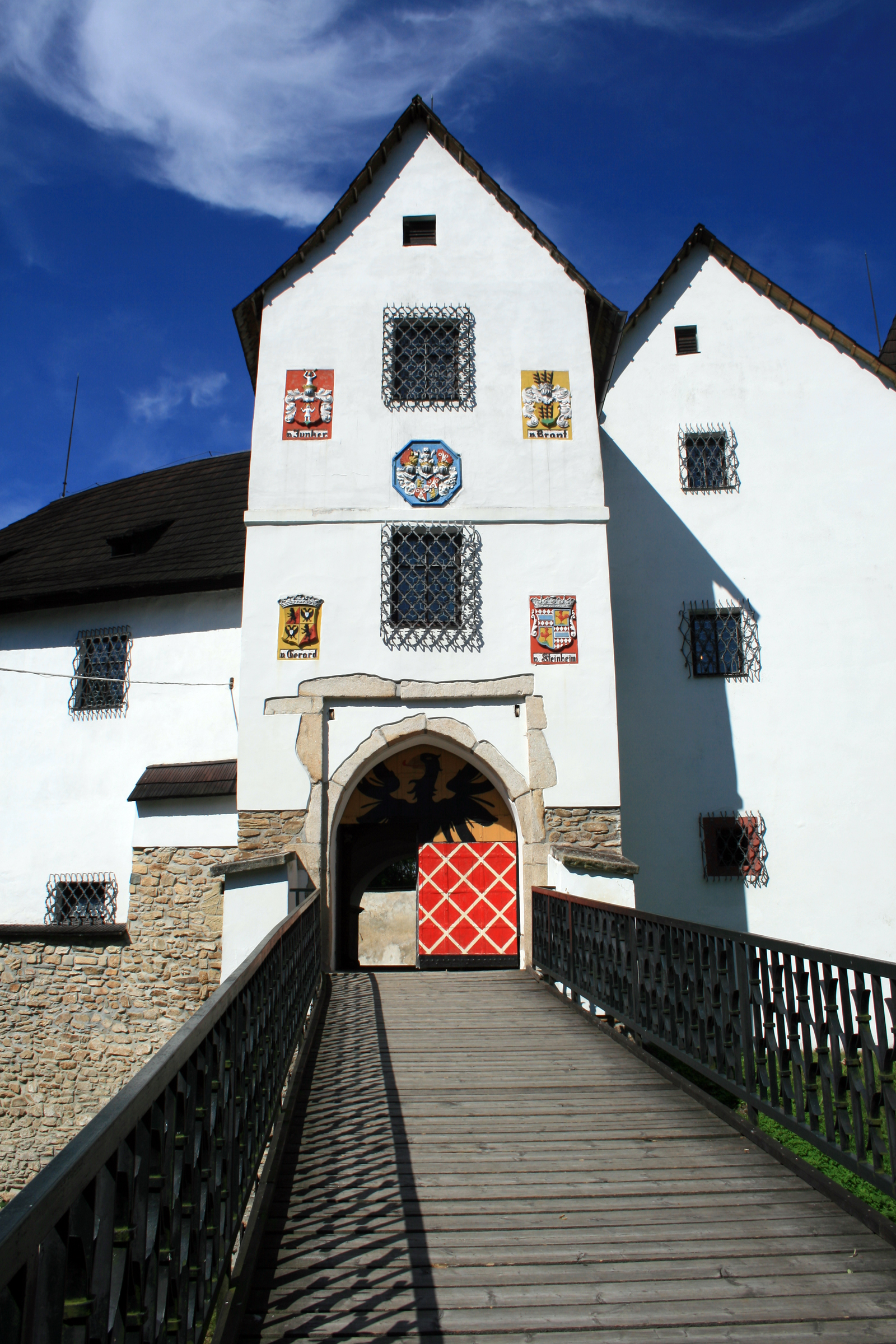
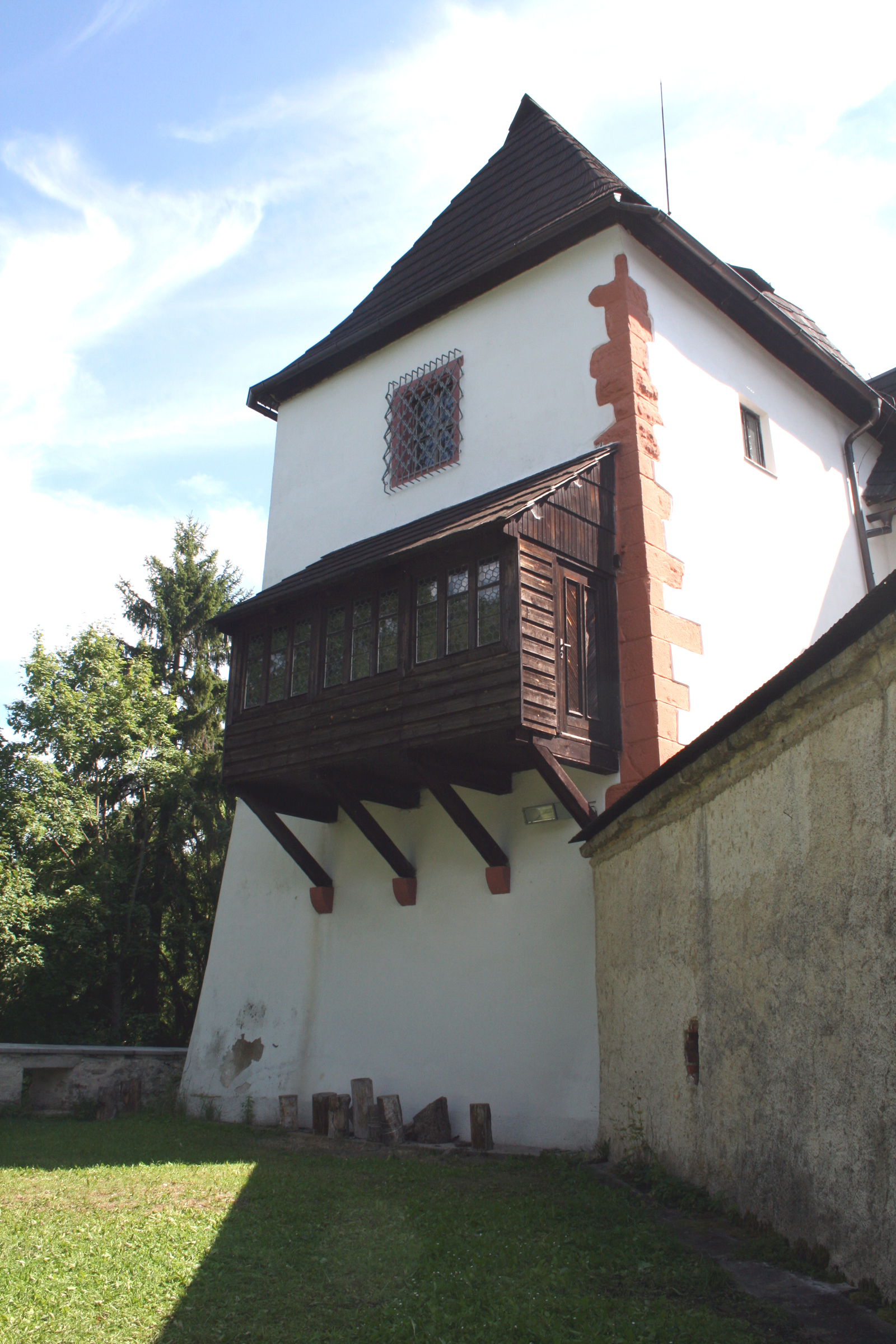
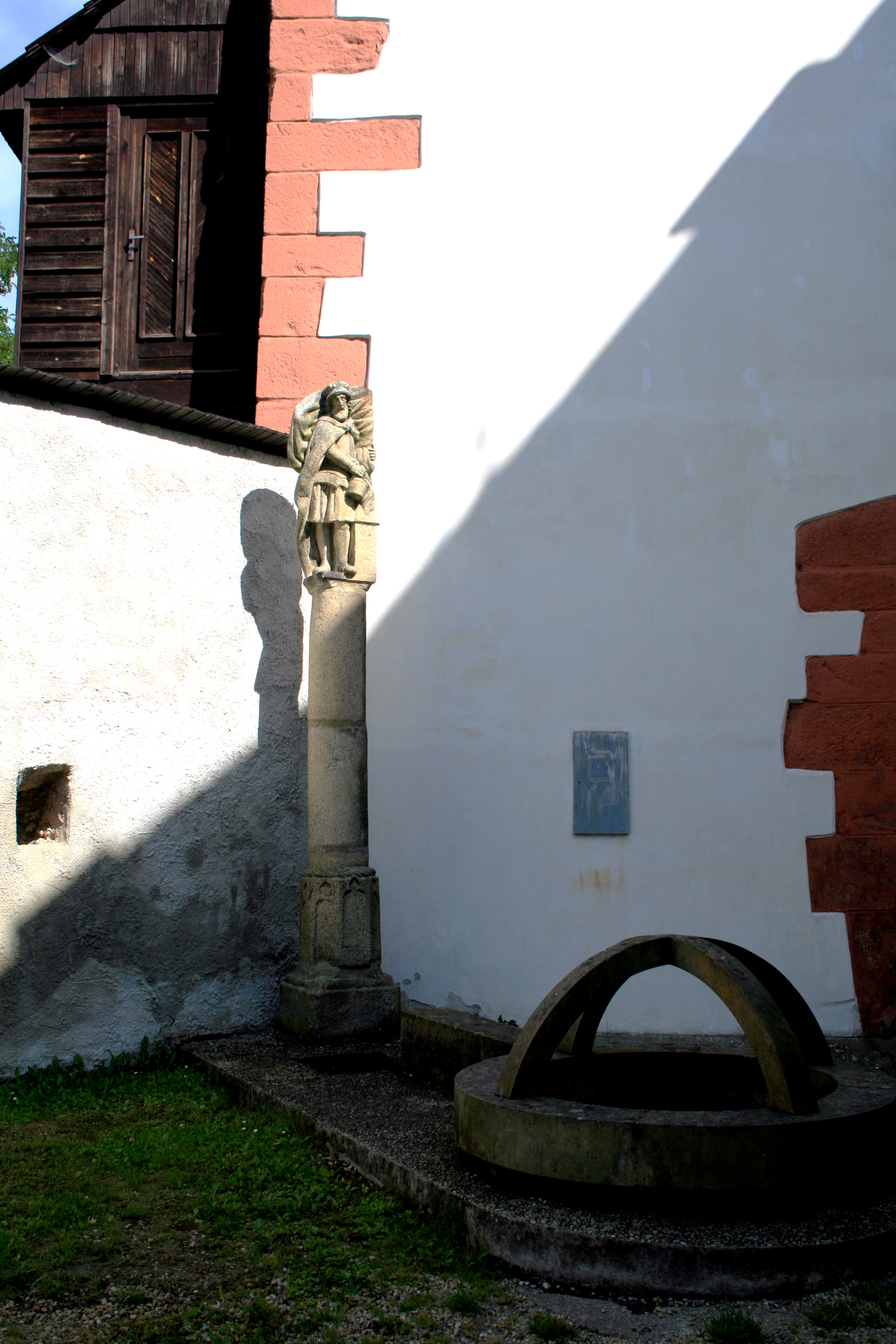
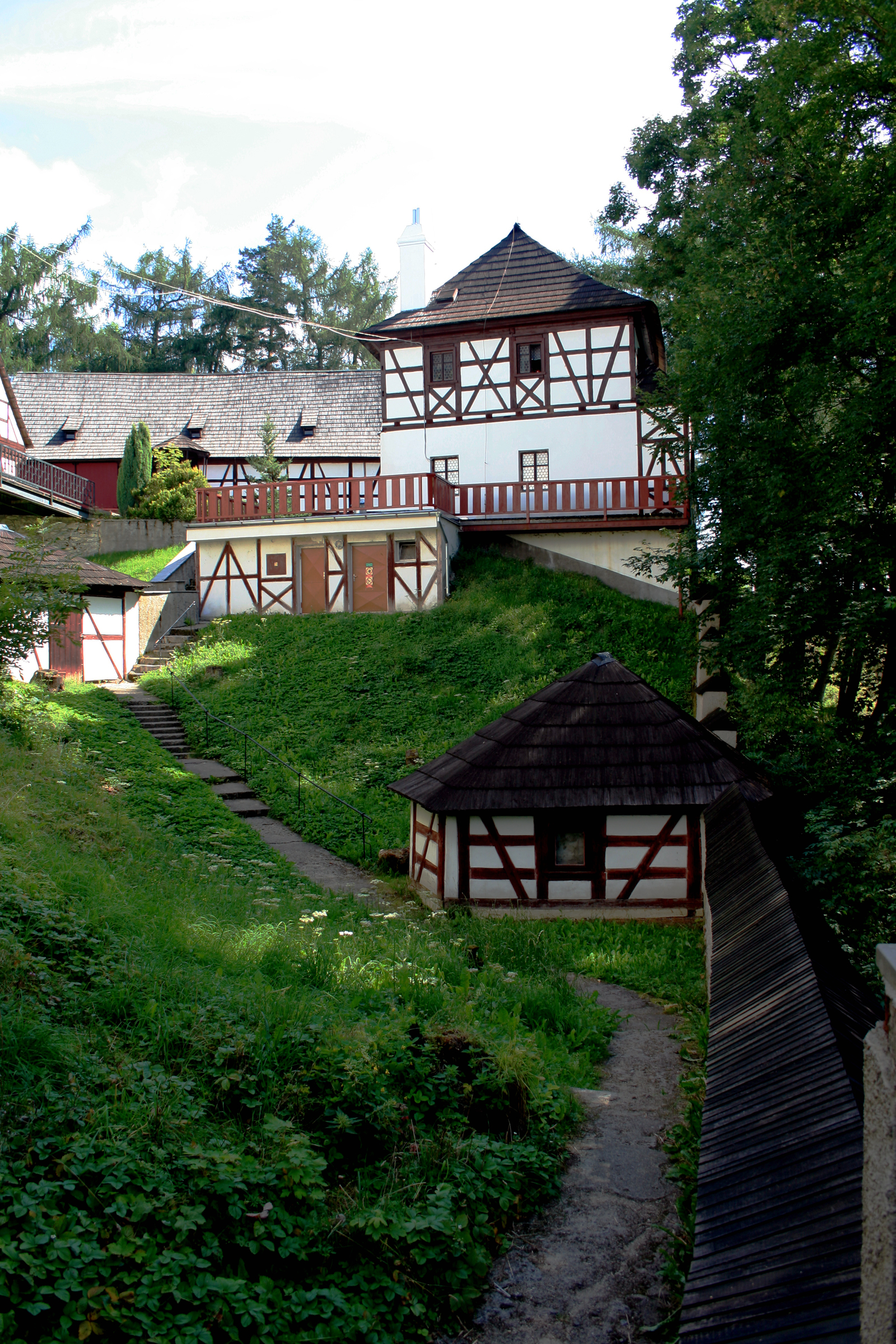
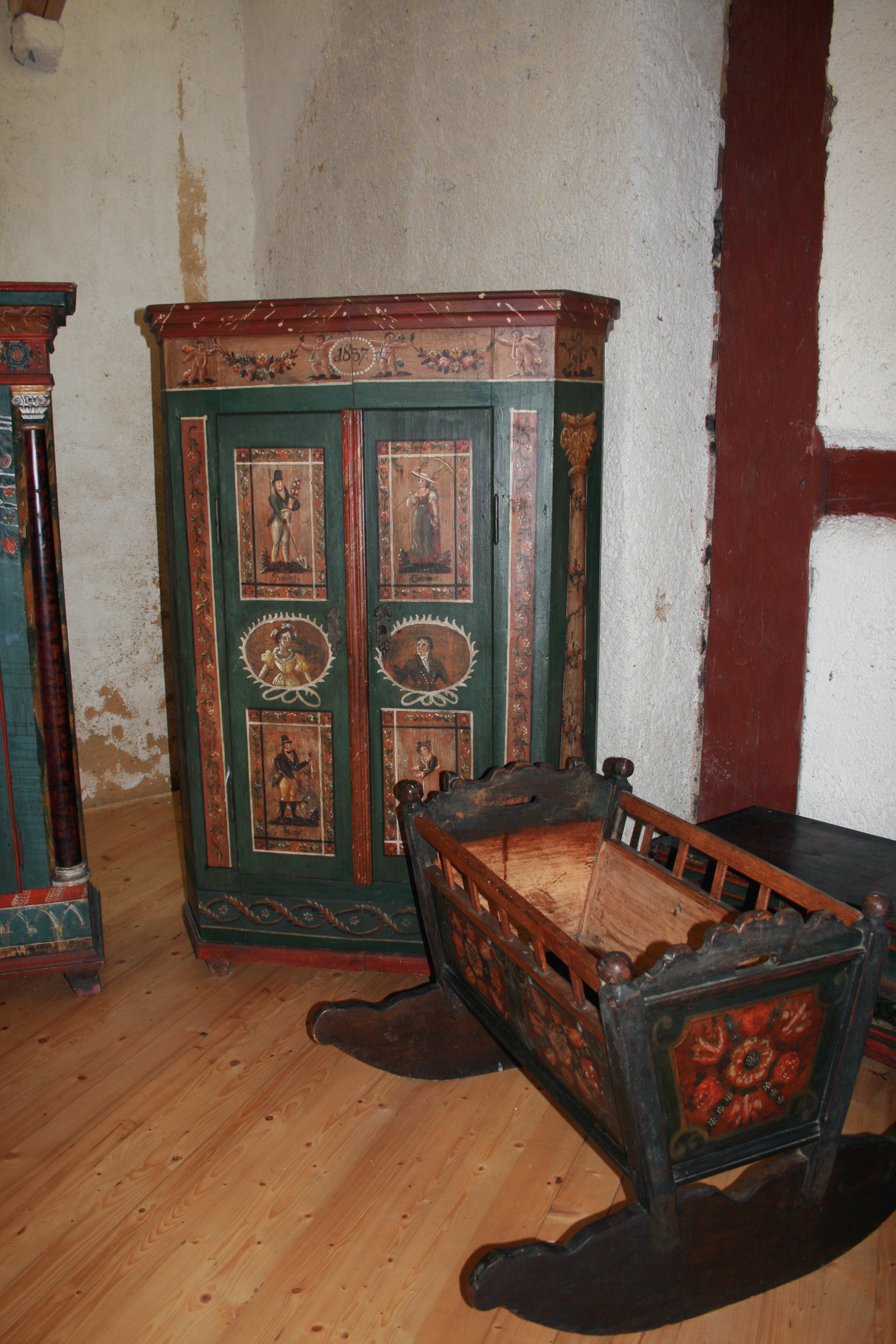
Esposizione di mobili.
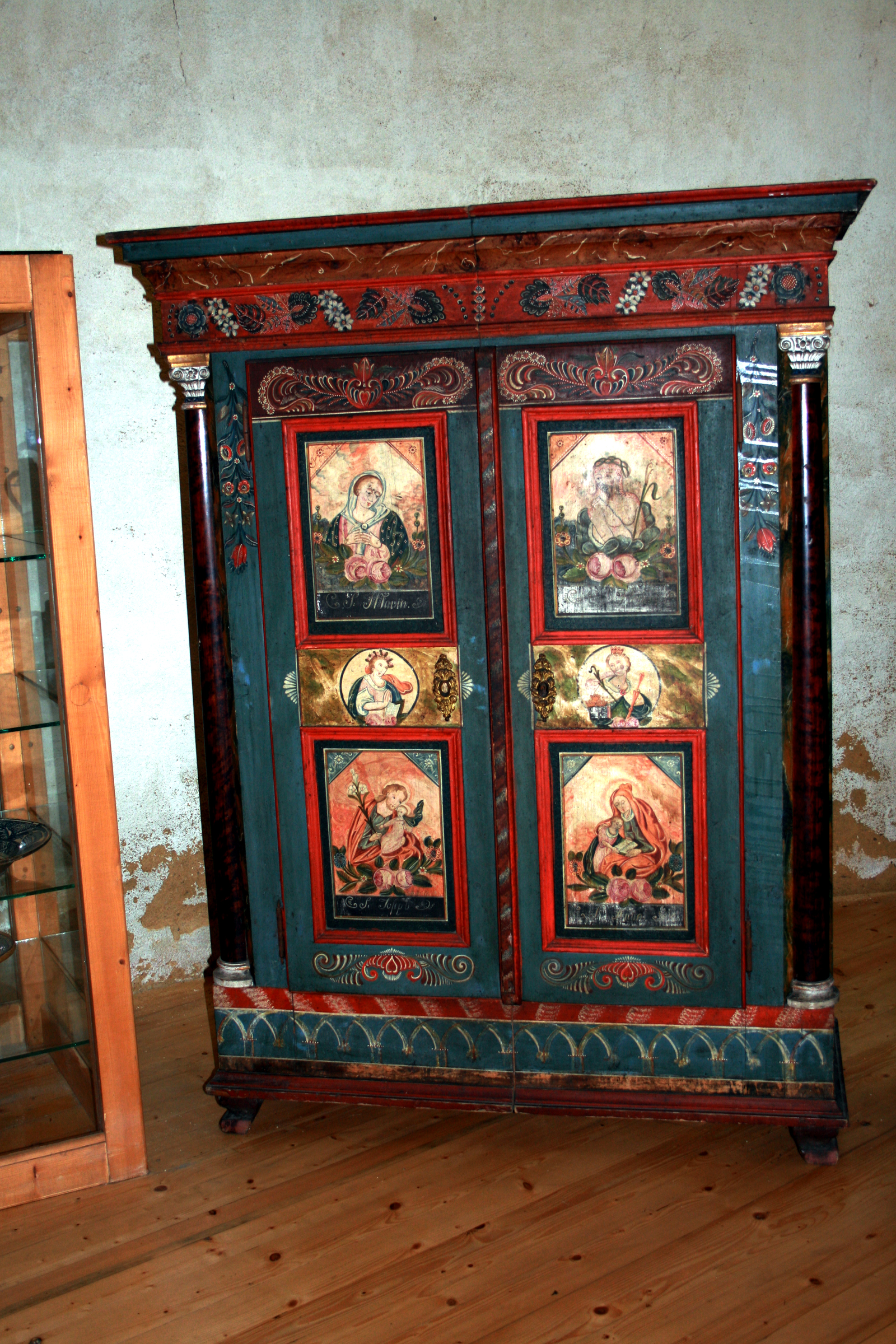
Esposizione di mobili.
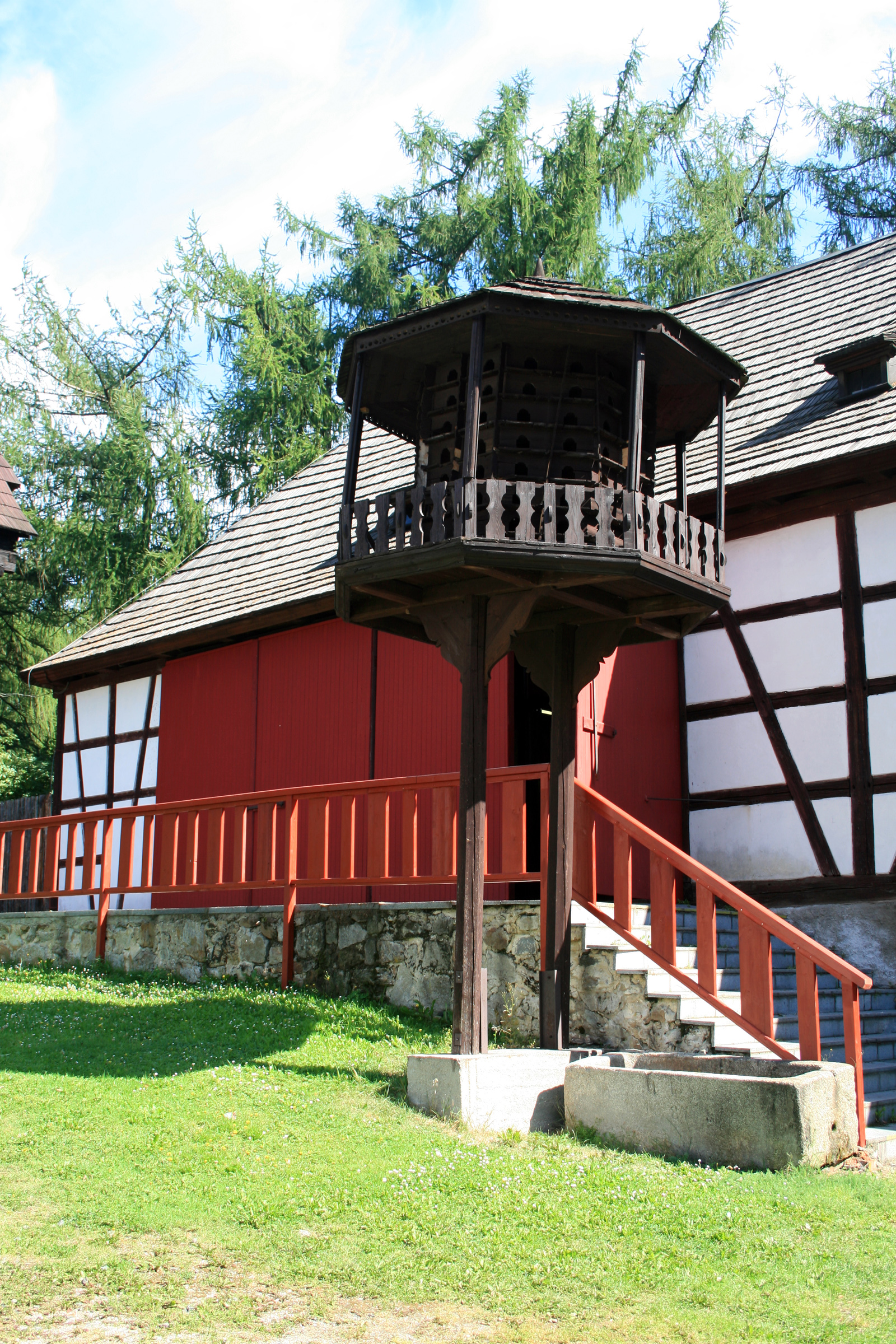
Torre colombaia.
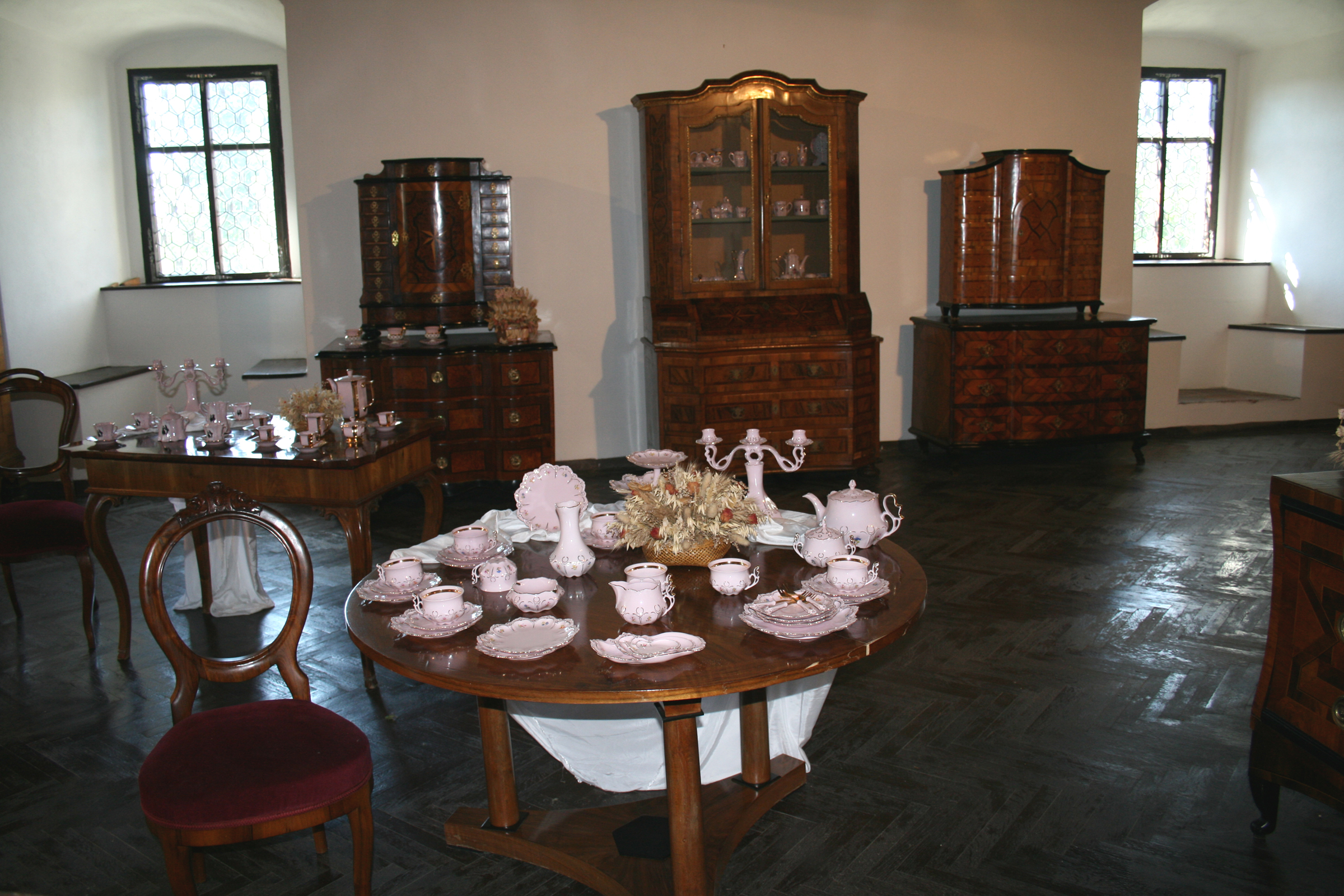
Mostra di vetri e porcellane.
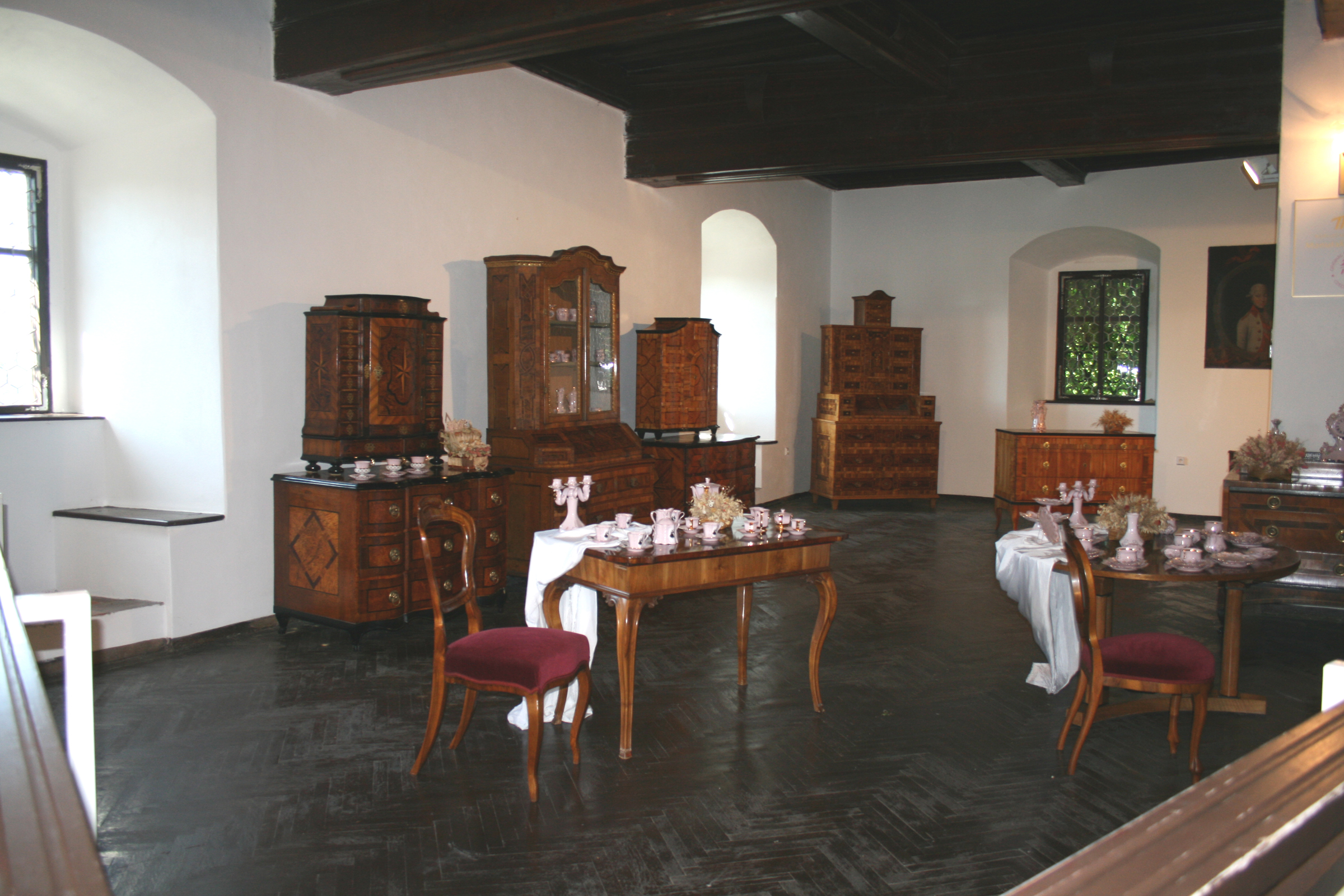
Mostra di vetri e porcellane.